# خربة قرقش
خربة قرقش أو مدينة الشمس والقمر قرية أثرية تقع على تلة صغيرة ارتفاعها 400 مترعن سطح البحر شمال بلدة بروقين غرب محافظة سلفيت، وتبلغ مساحتها أكثر من ثماني دونمات، كما يصل ارتفاع الماء في بِرَكِها من 6-7 أمتار. وتعد منطقة سياحية عريقة يعود تاريخ بناءها إلى العصر الروماني المسيحي القديم، وتقريباً تعود للقرن الرابع بعد الميلاد.
الخربة لها ارتباطات في مواقع قريبة كخربة جلال الدين وخربة حمد، وكذلك ارتباط في سبسطية التي كانت المملكة الرئيسية في الشمال، وظلت مأهولة بالسكان لأكثر من ألفي عام. أدرجت في العام 1871 من قبل مسح غرب فلسطين، على لائحة التراث الثقافي.

## التسمية
يعود أصل التسمية لوجود نقوش الشمس والقمر على مدخل القبر الرئيسي فيها.

## وصف عام
تنقسم الخربة إلى قسمين: سفلي وعلوي.يحتوي القسم السفلي من الخربة على أربعة قبور ومدافن أبرزها القبر الرئيسي، والذي يشكل معلما أساسيا في الموقع؛ والسبب في ذلك وجود التمايز الطبقي، حيث كانت للملوك قبور أكثر تميزا واتساعا. وفيه أو على جوانبه تقع «التقربة»، وهي المكان الذي كان الناس يتقربون فيه إلى الملك من خلال الأكل والشرب، وتميز قبره المرفقات الجنائزية، من أدوات الزينة والإضاءة والحلي وأدوات الطعام، وكان الدفن فيها أولي وثانوي.
أما القسم العلوي فيحتوي على ثلاث برك كبيرة وبركة صغيرة، تكونت جميعها بفعل اقتلاع الحجر واستخدامه في بناء غرف المعيشة، وفيما بعد أصبحت تستخدم المياه المتجمعة فيها في الزراعة وإدارة شؤون الخربة. إلى جانب ذلك، هناك ممرات منحوتة في الصخر توصل إلى حفر مجهول طريقها، طمرت بالحجارة والتراب مع مرور الزمن.

## الإهمال والتخريب
حتى الآن لم ينجح أحد في تحويل الخربة وغيرها من المواقع الأثرية إلى مزارات سياحية، نتيجة وقوعها، ضمن مناطق (ج) في الضفة الغربية. عوضاً عن مصانع مستوطنة “أرئيل الصناعية” التي تزحف عليها من جهة الشرق، والتي لا تبعد عنها سوى عشرات الأمتار.